# Synechanthus fibrosus
Synechanthus fibrosus là loài thực vật có hoa thuộc họ Arecaceae. Loài này được (H.Wendl.) H.Wendl. miêu tả khoa học đầu tiên năm 1858.